# ノース・アメリカン・リーグ
ノース・アメリカン・リーグ（North American League）は、アメリカ合衆国及びカナダで活動していたプロ野球の独立リーグ。

## 概要
2011年、ノーザンリーグ、ユナイテッドリーグ・ベースボール、ゴールデンベースボールリーグの3つの独立リーグが合併して誕生した。
2012年3月27日にダイヤモンドスポーツ・アンド・エンターテインメントがリーグ運営からの撤退したことが発表された。2012年シーズン限りで解散し、ハワイ・スターズ、マウイ・イカイカ、サンラファエル・パシフィックスは新たに創設されたパシフィック・アソシエーションに加入した。

## リーグ構成球団
| 地区   | チーム                                 | 英名                         | 参加年 | 本拠地                       | 備考                                                |
| ------ | -------------------------------------- | ---------------------------- | ------ | ---------------------------- | --------------------------------------------------- |
| 北地区 | ハワイ・スターズ                       | Hawaii Stars                 | 2012   | ハワイ州ハワイ島ヒロ         |                                                     |
| 北地区 | マウイ・イカイカ                       | Na Koa Ikaika Maui           | 2011   | ハワイ州マウイ島ワイルク     | 2010はゴールデン・ベースボール・リーグに所属        |
| 北地区 | サンラファエル・パシフィックス         | San Rafael Pacifics          | 2012   | カリフォルニア州サンラフェル |                                                     |
| 北地区 | ソノマ・カウンティ・グレープス         | Sonoma County Grapes         | 2012   | カリフォルニア州ソノマ郡     |                                                     |
| 南地区 | エディンバーグ・ロードランナーズ       | Edinburg Roadrunners         | 2011   | テキサス州エディンバーグ     | 2001 - 2010は別の独立リーグに所属                   |
| 南地区 | サンアンジェロ・コルツ                 | San Angelo Colts             | 2011   | テキサス州サンアンジェロ     | 2000 - 2010は別の独立リーグに所属                   |
| 南地区 | マッカレン・サンダー                   | McAllen Thunder              | 2011   | テキサス州マッカレン         | 2009 - 2010はユナイテッドリーグ・ベースボールに所属 |
| 南地区 | リオグランデバレー・ホワイトウィングス | Rio Grande Valley WhiteWings | 2011   | テキサス州ハーリンジェン     | 1994 - 2003、2006 - 2010は別の独立リーグに所属      |
| 南地区 | アビリーン・プレーリードッグス         | Abilene Prairie Dogs         | 2012   | テキサス州アビリーン         | 1995 - 1999はテキサス・ルイジアナ・リーグに加盟     |
| 南地区 | フォートワース・キャッツ               | Fort Worth Cats              | 2012   | テキサス州フォートワース     | 2001 - 2010は別の独立リーグに所属                   |

- 2012年

## 過去に加盟していた球団
| チーム                           | 英名                 | 参加年 | 脱退年 | 本拠地                     | 備考                                                |
| -------------------------------- | -------------------- | ------ | ------ | -------------------------- | --------------------------------------------------- |
| エドモントン・キャピタルズ       | Edmonton Capitals    | 2011   | 2011   | アルバータ州エドモントン   | 2005 - 2010は別の独立リーグに所属                   |
| カルガリー・ヴァイパーズ         | Calgary Vipers       | 2011   | 2011   | アルバータ州カルガリー     | 2005 - 2010は別の独立リーグに所属                   |
| チコ・アウトローズ               | Chico Outlaws        | 2011   | 2011   | カリフォルニア州チコ       | 2005 - 2010はゴールデン・ベースボール・リーグに所属 |
| レイクカウンティ・フィールダーズ | Lake County Fielders | 2011   | 2011   | イリノイ州ザイオン         | 2009 - 2010はノーザンリーグに所属                   |
| ユマ・スコーピオンズ             | Yuma Scorpions       | 2011   | 2012   | アリゾナ州ユマ             | 2005 - 2010はゴールデン・ベースボール・リーグに所属 |
| オレンジカウンティ・フライヤーズ | Orange County Flyers | 2012   | 2012   | カリフォルニア州フラートン | 2005 - 2010はゴールデン・ベースボール・リーグに所属 |

## 歴代優勝チーム
- エドモントン・キャピタルズ（2011年）
- サンラファエル・パシフィックス（2012年）

## 歴代所属選手
- 吉田えり（2011年） - マウイ・イカイカ
- 坪井智哉（2012年） - サンラファエル・パシフィックス
- 土肥義弘（2012年） - マウイ・イカイカ
- 前田文遊（2012年） - ソノマ・カウンティ・グレープス、サンラファエル・パシフィックス
- 加藤優成（2012年） - マッカレン・サンダー